# Francesco Buhagiar
Francesco Buhagiar (Crendi, 7 settembre 1876 – St. Julian's, 27 giugno 1934) è stato un politico maltese, secondo Primo ministro di Malta nel periodo coloniale britannico dal 13 ottobre 1923 al 22 settembre 1924.

## Biografia
Figlio di Michele Buhagiar e Filomena Mifsud, Francesco Buhagiar è nato a Qrendi il 7 settembre 1876. Si è laureato in giurisprudenza presso la Royal University of Malta nel 1901 e ha iniziato la sua carriera come avvocato in diritto civile e commerciale. 
Dopo vent'anni di pratica legale, con l'autogoverno di Malta Buhagiar fu eletto all'Assemblea legislativa alle elezioni del 1921  nella lista dell'Unione Politica Maltese (Unjoni Politika Maltija, UPM)  di mons. Ignazio Panzavecchia. Dall'ottobre 1922 fu ministro della giustizia e un anno dopo fu nominato sostituto di Joseph Howard come primo ministro. Ha guidato un governo di minoranza per tutto il 1924, a monte e a valle delle elezioni del giugno 1924 in cui l'UPM ottenne solo 10 seggi. 
Fu quindi nominato giudice delle Corti superiori, dove prestò servizio fino al 1934. 
Morì a 57 anni per complicazioni di un attacco di appendicite al Blue Sisters Hospital e fu sepolto nel cimitero dell'Addolorata. 
Francesco Buhagiar era sposato con Enrichetta Said e avevano cinque figli. 
È ricordato come un abile giurista, un uomo pratico e un politico di tutto rispetto. 